# Матеуш Щурек
Матеуш Щурек (11 серпня 1975 , Варшава ) — польський економіст, доктор економічних наук, міністр фінансів Польщі (2013—2015).

## Біографія
Навчався в Університеті Сассекса та на факультеті економічних наук Варшавського університету, де в 1998 році здобув ступінь магістра. У 2005 році захистив докторську дисертацію у першому з цих університетів.
У 1997 році він став економістом ING Bank. У 2011 році він став головним економістом групи ING для регіону Центральної та Східної Європи. Був президентом (2003—2005) та співзасновником Асоціації випускників Британських університетів. Член Товариства польських економістів.
20 листопада 2013 року прем'єр-міністр Дональд Туск оголосив про призначення Щурека на посаду міністра фінансів. 27 листопада 2013 року президент Броніслав Коморовський призначив його на цю посаду. 22 вересня 2014 року зайняв ту ж позицію в уряді Еви Копач. Обіймав посаду міністра до 16 листопада 2015 року.